# Boone, North Carolina
Boone là một đô thị, quận lỵ quận Watauga 6, tiểu bang Bắc Carolina, Hoa Kỳ. Theo kết quả điều tra dân số năm 2000 của Cục điều tra dân số Hoa Kỳ, thành phố này có dân số người 2.
Thành phố này có diện tích km², trong đó có km² là diện tích mặt nước.